# Fred Toplak

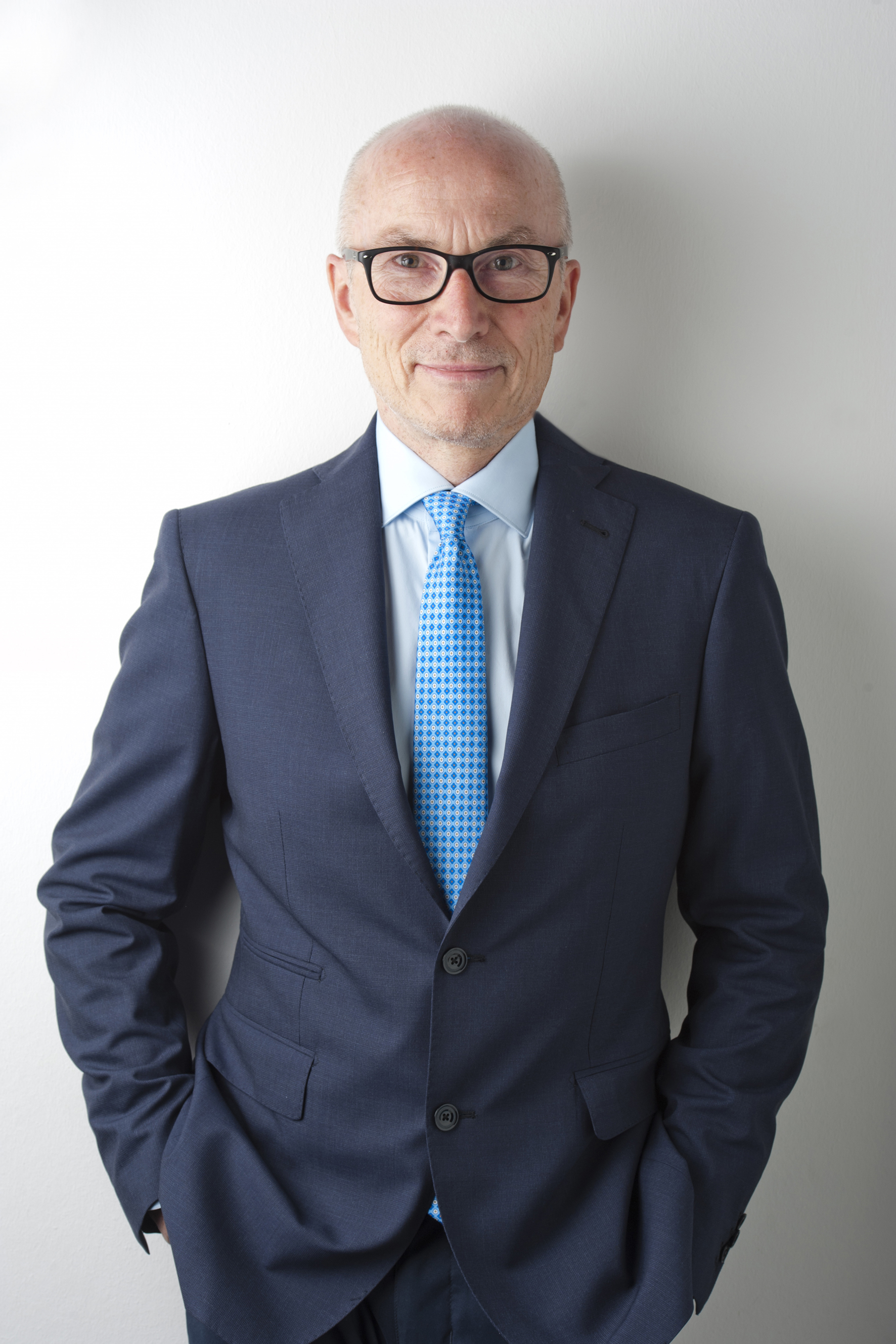
Fred Toplak

Fred Toplak (* 14. Februar 1959 in Gelsenkirchen-Hassel) ist ein deutscher Kommunalpolitiker (TOP-Partei) und war von 2016 bis 2020 Bürgermeister von Herten.

## Werdegang
Toplak absolvierte eine Ausbildung zum Schilder- und Lichtreklamehersteller und arbeitete zunächst als Meister für ein Unternehmen. Seit 1984 führte er als selbständiger Unternehmer eine Werbeagentur. Er ist verheiratet, hat vier Kinder und wohnt seit 1994 im Hertener Stadtteil Transvaal.
In der Stadt und Region wurde Toplak einer größeren Öffentlichkeit vor allem als Extremläufer bekannt. Dieses Hobby übt er, in reduziertem Umfang, auch weiterhin aus.

## Politik
Politisch aktiv war Toplak vor seinem Wahlkampfantritt nicht. Zwar war er kurzzeitig Mitglied der Piratenpartei, engagierte sich dort aber selbst nicht. Erst im Juni 2018 wurde er nach längerer Planung wieder im Rahmen der Gründung der TOP-Partei, deren Vorsitzender er ist, parteipolitisch aktiv.
Durch den Wechsel des vorherigen Bürgermeisters, Ulrich Paetzel (SPD), zur Emschergenossenschaft wurde im Jahr 2016 die Neuwahl des Bürgermeisters der Stadt Herten notwendig. Fred Toplak trat als parteiloser Kandidat an und schaffte es im ersten Wahlgang mit 27,44 % der Wählerstimmen in die Stichwahl, in welcher er sich schließlich mit 66,24 % durchsetzte. Herten war zuvor seit 1948 ununterbrochen von SPD-Bürgermeistern geführt worden.
Bei der Kommunalwahl 2020 verlor er die Stichwahl gegen den als unabhängig angetretenen Kandidaten Matthias Müller mit 49,14 %.